# Douglas Skyrocket
Pour les articles homonymes, voir Skyrocket.
 (mars 2024).
Si vous disposez d'ouvrages ou d'articles de référence ou si vous connaissez des sites web de qualité traitant du thème abordé ici, merci de compléter l'article en donnant les références utiles à sa vérifiabilité et en les liant à la section « Notes et références ».
Le Douglas Skyrocket (D-558-2 ou D-558-II) est un avion expérimental supersonique propulsé par moteur-fusée et construit par la Douglas Aircraft Company pour la marine des États-Unis, dont le premier vol eut lieu le 4 février 1948. Successeur du D-558-I Skystreak, il est le premier avion à franchir Mach 2.

## Développement
Bien que le Skyrocket partage la même désignation constructeur (D-558) que le Skystreak, les deux avions étaient en fait complètement différents. Le D-558-I Skystreak était un appareil à ailes droites et entrée d'air du réacteur frontale, alors que le Skyrocket disposait d'ailes en flèche et d'une pointe avant. Le D-558-II était propulsé à l'origine par une combinaison d'un turboréacteur Westinghouse J34-WE-40 et d'un moteur-fusée Reaction Motors XLR8-RM-5.

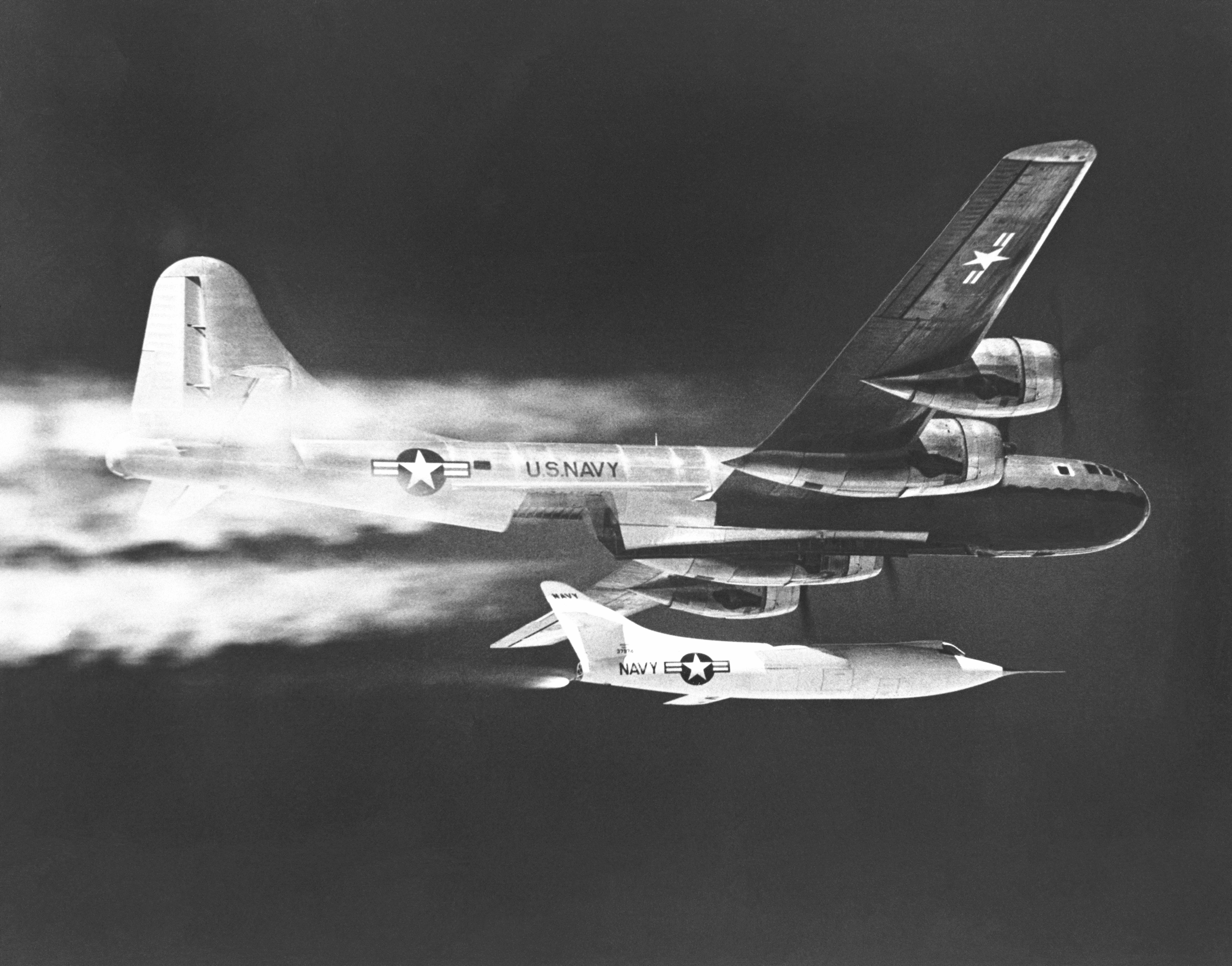
Douglas Skyrocket largué depuis un B-29 modifié.

Au commencement des tests, le Skyrocket décollait par ses propres moyens à condition d'être muni de fusées d'appoint. Mais le but étant d'obtenir un record de vitesse, le réacteur fut démonté et le D-558-II, seulement doté de son moteur-fusée, ne fut plus en mesure de décoller par ses propres moyens. Il devait alors être emporté, puis largué en vol, par un avion porteur, en l'occurrence un Boeing P2B, variante marine du Boeing B-29 Superfortress.

## Historique
Trois exemplaires de cet avion furent construits. Le premier vol eut lieu le 4 février 1948. Ils opéraient depuis le Muroc Flight Test Unit dans le désert du Mojave.
Le Douglas D-558-II Skyrocket, successeur du Bell X-1, était exploité par le NACA, l'ancêtre de la NASA. Il fut utilisé pour des tests de stabilité dans le domaine transsonique, ainsi que dans la recherche de la configuration optimale des ailes pour les régimes supersoniques et la dynamique des vols à haute vitesse. Le 20 novembre 1953, le Douglas Skyrocket devint le premier avion à voler à deux fois la vitesse du son, en atteignant Mach 2,005.